# Idaea nevadata
Idaea nevadata là một loài bướm đêm trong họ Geometridae.